# Volker Neumüller
 (juin 2018).
Si vous disposez d'ouvrages ou d'articles de référence ou si vous connaissez des sites web de qualité traitant du thème abordé ici, merci de compléter l'article en donnant les références utiles à sa vérifiabilité et en les liant à la section « Notes et références ».
Pour les articles homonymes, voir Neumüller.
Volker Neumüller, né le  18 octobre 1969 à Cuxhaven, est un producteur de musique, directeur musical et homme d'affaires allemand.

## Carrière musicale
Neumüller est actif dans l'industrie de la musique depuis 1987, date à laquelle il a fondé sa propre société de gestion et de réservations. En 1991, il est devenu Directeur A&R de PolyGram. En 1996, Neumüller a rejoint la maison de disques Mega Records en tant que directeur général. Trois ans plus tard, il rejoint BMG à Berlin, où il devient directeur A&R et directeur général adjoint. De 2002 à 2004, Neumüller a été directeur général chez Sony/Epic. Un an plus tard, il fonde sa société 313 Music en tant que maison de disques, société de gestion et de production télévisuelle avec des artistes tels que Mark Medlock, Melanie C, Linda Teodosiu, Lukas Hilbert, Ben, Alex Christensen/U 96, Kate Hall, Das Bo, DJ Ötzi et d'autres.
Depuis la quatrième saison du concours de casting Deutschland sucht den Superstar, Neumüller a repris la direction des gagnants et a succédé à Max von Thun en tant que membre du jury à la sixième saison. Il a également repris cette tâche à la septième saison jusqu'à ce qu'il soit remplacé par Patrick Nuo à la huitième saison afin de se consacrer entièrement à la gestion.

## Animation
- 2009-2010 : Deutschland sucht den SuperStar : Juge